# Sandvík
Sandvík (znamenající doslovně Písečná zátoka; dánsky Sandvig) je vesnice se 71 obyvateli na Faerských ostrovech spadající pod obec Hvalba. Je nejsevernější vesnicí ostrova Suðuroy.

## Název
Vesnice byla ve vikinských dobách známá právě jako Sandvík, ale později se přejmenovala na Hvalvík, doslovně Velrybí zátoka, a toto jméno nesla až do roku 1913, kdy se přejmenovala na někdejší název, aby předešla zmatkům s doručováním zásilek, které panovaly kvůli záměně se stejnojmennou vesnicí Hvalvík na ostrově Streymoy.

## Historie
Sandvik je místo, kde byl v roce 1005 zavražděný vůdce Vikingů Sigmundur Brestisson při jeho pokusu o útěk před Tróndurem Í Gotuem. Po jeho dlouhé plavbě z ostrova Skúvoy Sigmundur konečně dorazil na břeh a vyčerpaný si myslel, že je v bezpečí. Tehdy se na bezmocně ležícího Sigmndura vrhl Torgrímur Evil (Zlý) a zabil jej pro zlatý náramek, který nosil na ruce.
V roce 1349 byla vesnice opuštěna kvůli epidemii černé smrti. Od roku 1816 je osada opět osídlena.

## Doprava
Vesnice je napojena na silniční sít ostrova prostřednictvím 1450 m dlouhého tunelu Hvalba, který byl postaven v letech 1961–1963. Tunel má jen jeden jízdní pruh a výhybny. V roce 2020 byl dokončen druhý tunel Nýggi Hvalbiartunnilin (Nový tunel Hvalba) dlouhý 2500 m se dvěma jízdními pruhy.

## Turistické zajímavosti

### Kostel
Kostel na Sandvíku byl postaven v roce 1840 ve Froðbe. V roce 1856 byl přemístěn do Tvøroyri, protože zde žilo více obyvatel. V roce 1908 byl postaven v Tvøroyri nový větší kostel a starý byl přestěhován do Sandvíku.
Kostel je dřevěná stavba obdélníkového půdorysu s nižším obdélným závěrem. Ze sedlové střechy nad západním průčelím vystupuje hranolová věž, která je ukončena jehlanovou střechou. Fasáda je hladká členěna na jižní straně pěti okny, na severní straně třemi a po stranách dvěma vchody. Kostel je natřen na bílo, střechy na zeleno.
V kostele jsou dva zvony. Větší byl ulit ve firmě B. Løw & Søn v Kodani, má průměr 49,5 cm a je na něm nápis Jeg kalder til Guds og menneskenes forsamling. Druhý je menší s nápisem Maria Stoneman 1878.
V kostele jsou zavěšeny dva modely lodí, faerského člunu a brigy Minde. Varhany byly zakoupeny v roce 1988 od firmy Christian Kruse. V kostele je 120 míst pro věřící.

### Húsið uttan Ánna
V centru vesnice je malé muzeum Húsið uttan Ánna (Dům u řeky). Nachází se v tradičním faerském domě z roku 1866. Jeho střecha je pokryta trávním porostem.

### Ásmundarstakkur
Úzkou cestou ze Sandvíku na západní pobřeží se dostaneme k mořským útesům, kde hnízdí mnoho mořských ptáků. Zde se nachází 97 m vysoký skalní útes Ásmundarstakkur, na kterém žijí tisíce papuchalků.

## Galerie

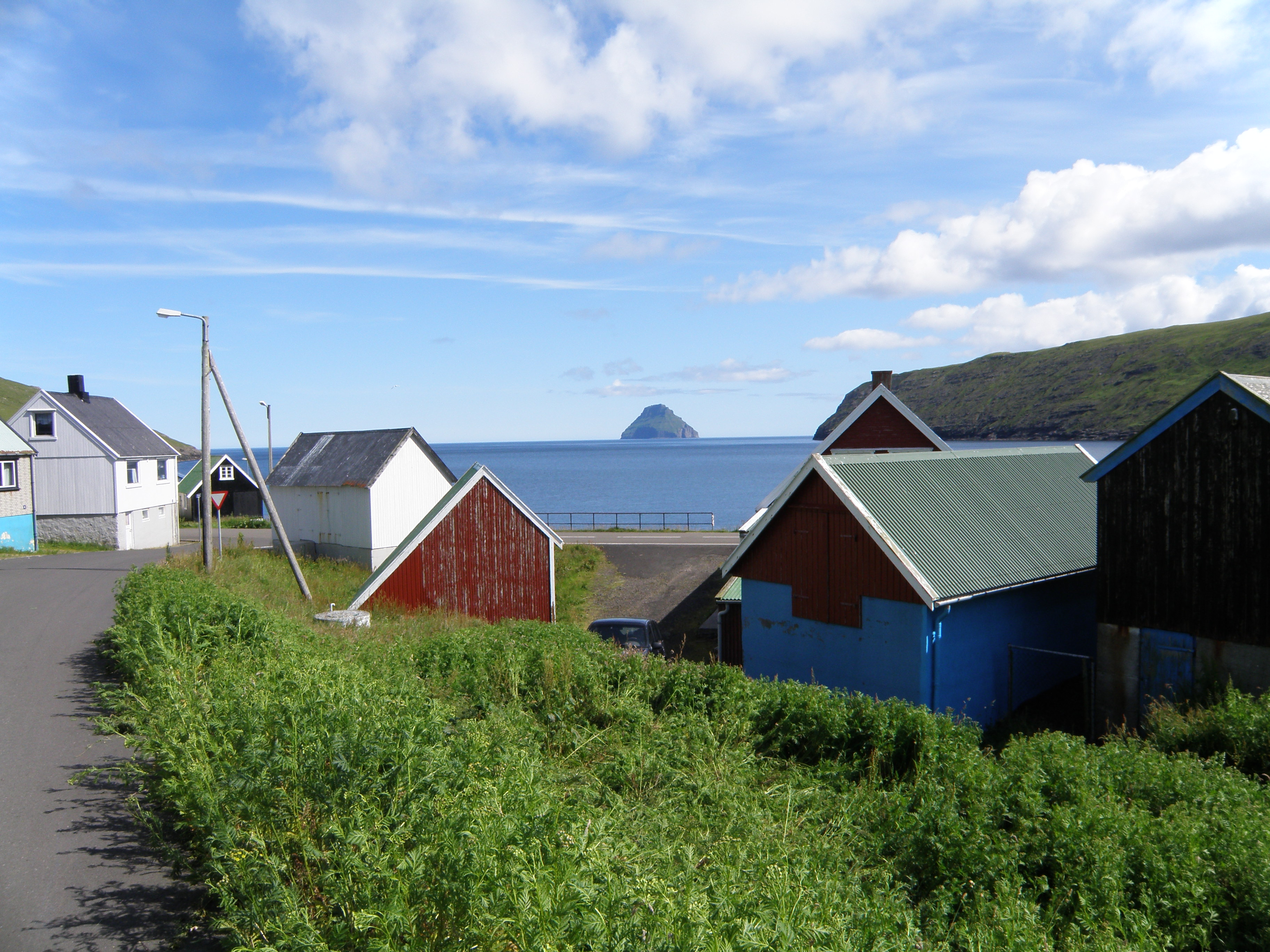
Sandvík a vzadu ostrov Lítla Dimun
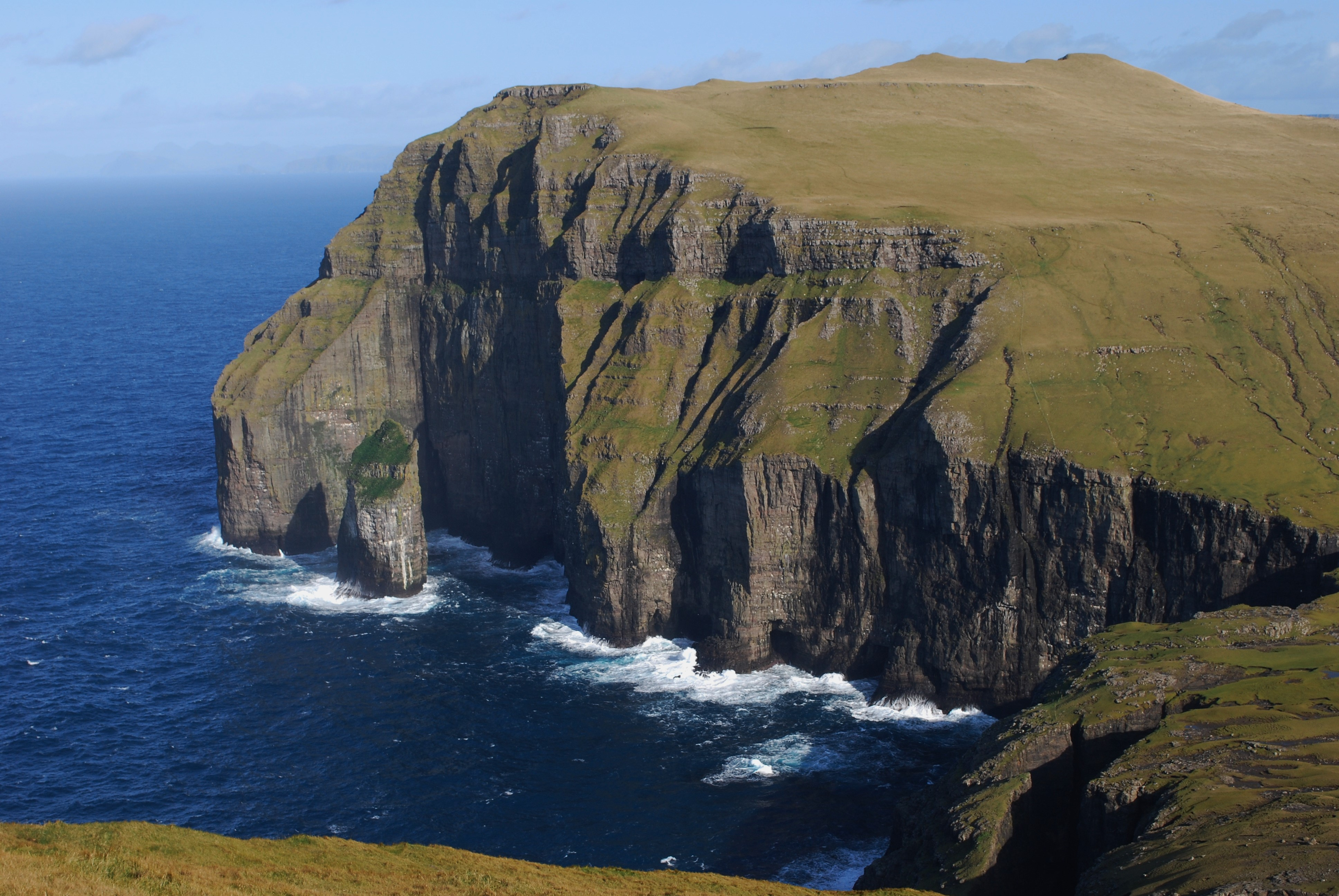
Skalní útes Ásmundarstakkur
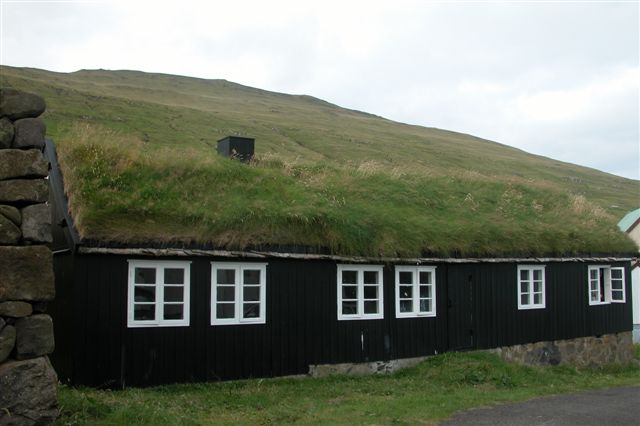
Muzeum Húsið uttan Ánna
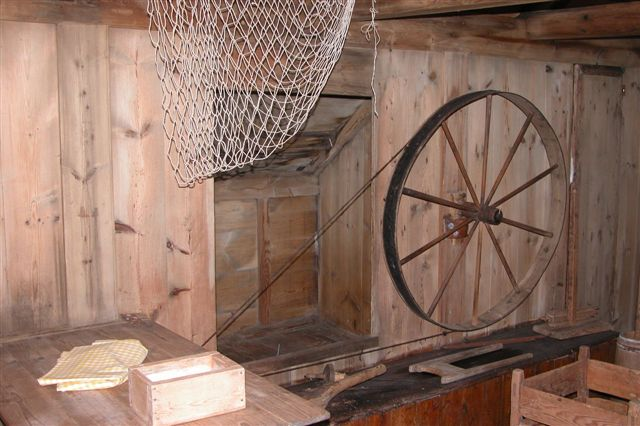
Expozice v muzeu Húsið uttan Ánna
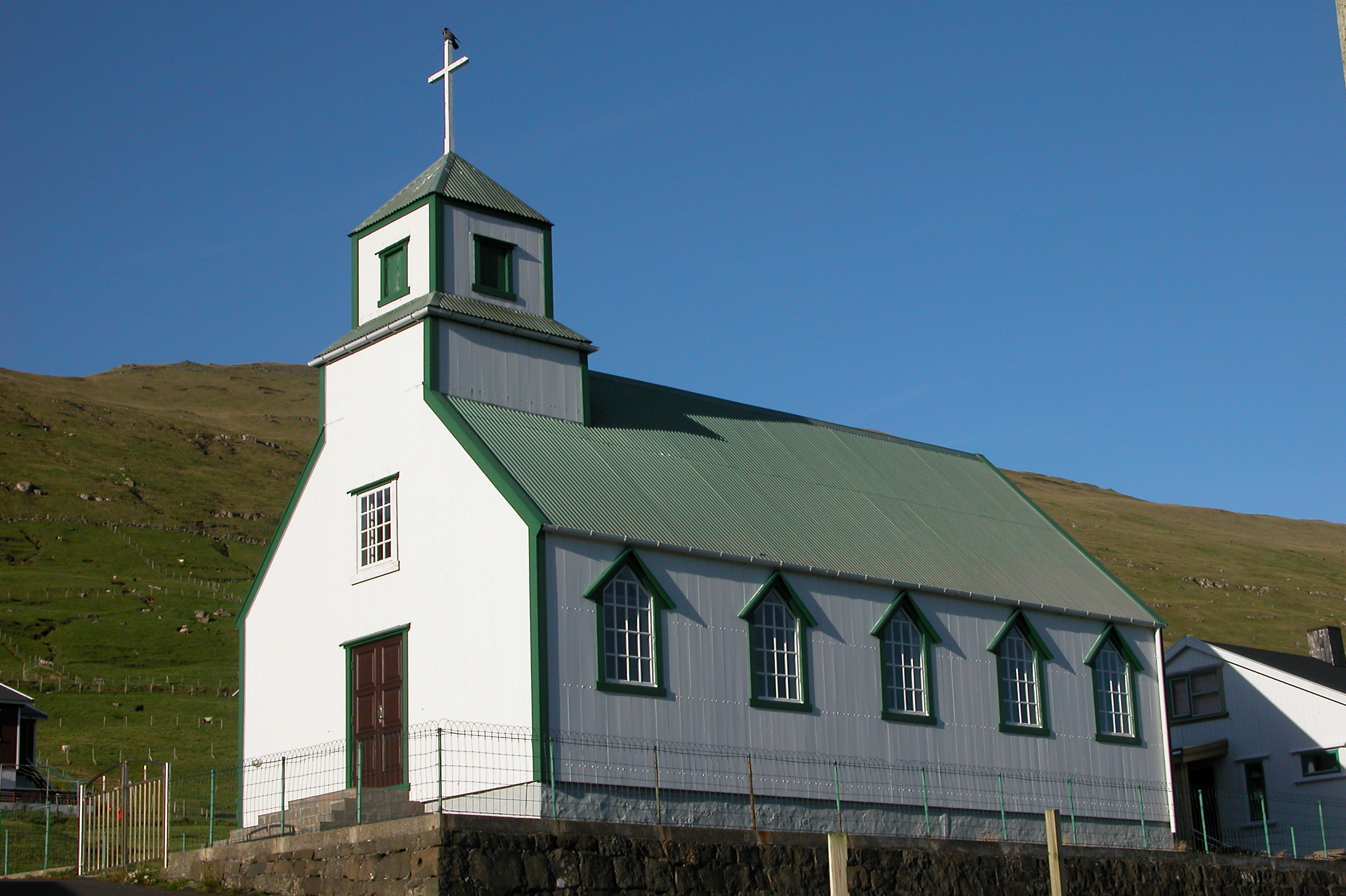
Kostel
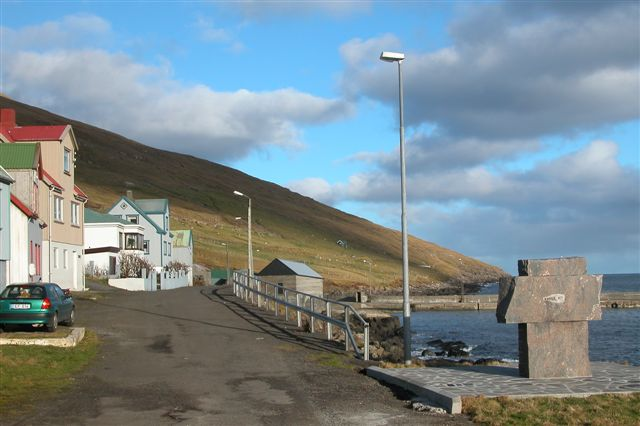
Památník vikingského Sigmundura Brestissona, který přinesl křesťanství na Faerské ostrovy, byl zabit v Sandvíku v roce 1005. Sochu vytvořil Hans Pauli Olsen v roce 2006
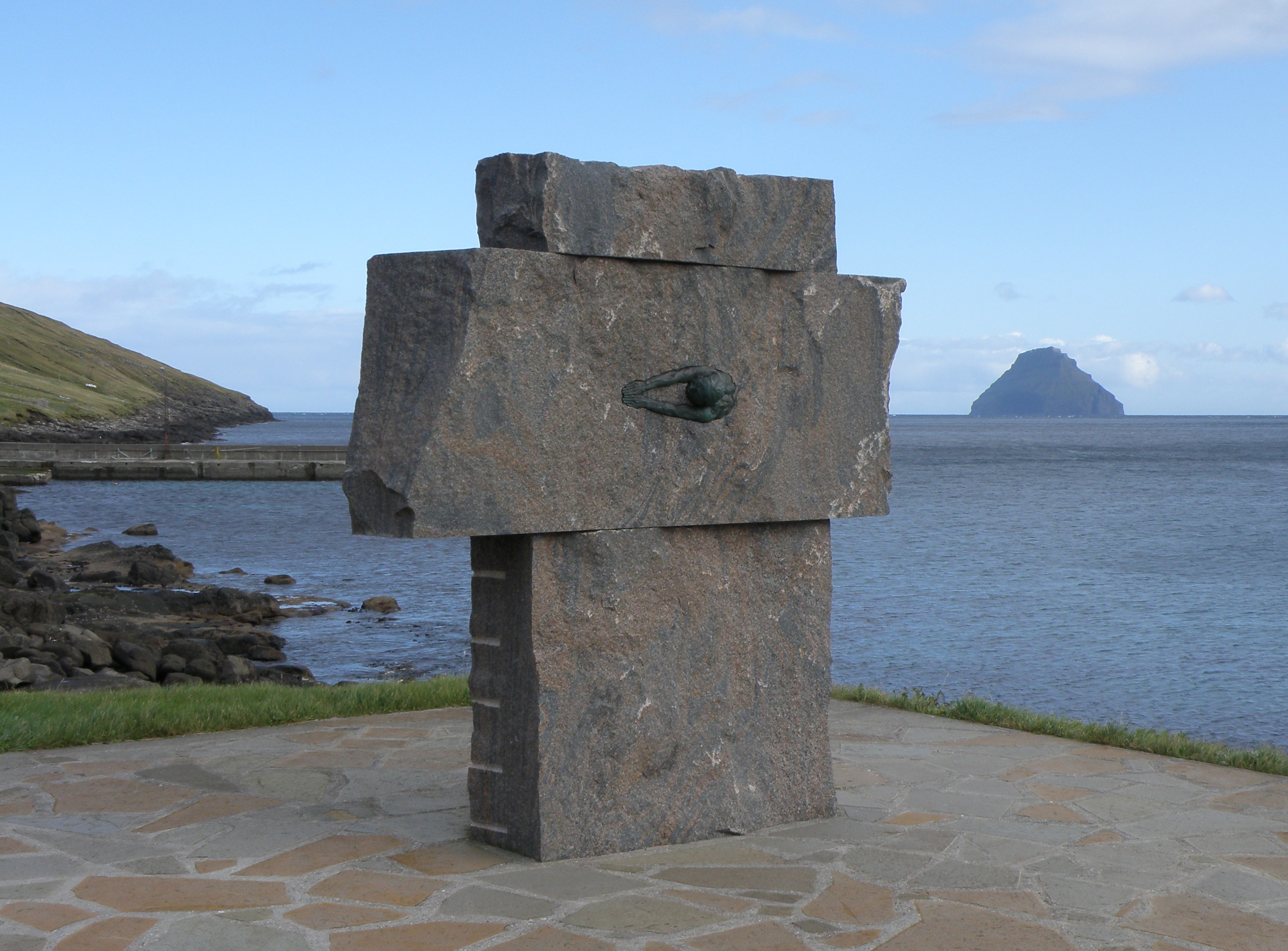
Památník vikingského Sigmundura Brestissona